# Łukasz Broź
Łukasz Broź (ur. 17 grudnia 1985 w Giżycku) – polski piłkarz grający na pozycji obrońcy, reprezentant Polski w latach 2012–2014, radny Giżycka od 2024.

## Kariera
Łukasz Broź rozpoczął swoją karierę piłkarską w klubie ABC Bagbud Giżycko. W 2004 roku przeszedł do występujących wówczas w klasie okręgowej w grupie warmińsko-mazurskiej I Mamr Giżycko, skąd w 2005 roku odszedł do trzecioligowej wówczas Kmity Zabierzów, z którą w sezonie 2005/2006 wywalczył awans do II ligi, jednakże po sezonie zdecydował się na transfer do Widzewa Łódź.
W ekstraklasie zadebiutował 18 sierpnia 2006 roku w bezbramkowo zremisowanym wyjazdowym meczu ligowym z Górnikiem Zabrze i od tego momentu stał się podstawowym zawodnikiem Widzewa Łódź. W sezonie 2007/2008 zaliczył spadek do I ligi. 7 marca 2010 roku dniu podczas wygranego 4:1 wyjazdowego meczu derbowego z ŁKS-em Łódź, zdobył swoją pierwszą bramkę dla Widzewa, a jego drużyna sezon 2009/2010 wygrała rozgrywki ligowe, dzięki czemu po dwóch latach powrócił do ekstraklasy. 12 listopada 2010 roku podczas zremisowanego 2:2 domowego meczu ligowego z Cracovią zdobył swoją pierwszą bramkę w ekstraklasie. W lipcu 2011 roku został wybrany kapitanem Widzewa Łódź.
20 czerwca 2013 roku za porozumieniem stron rozwiązał kontrakt z klubem po rozegraniu łącznie 173 meczów ligowych, w których zdobył 11 bramek, zaś dzień później, 21 czerwca 2013 roku został zaprezentowany jako nowy zawodnik Legii Warszawa, z którą osiągnął największe sukcesy w swojej karierze: czterokrotne mistrzostwo (2014, 2016, 2017, 2018) oraz wicemistrzostwo Polski (2015), a także trzykrotnie zdobył Puchar Polski (2015, 2016, 2018), czterokrotnie był finalistą Superpucharu Polski (2014, 2015, 2016, 2017) oraz w sezonie 2016/2017 awansował do fazy grupowej Ligi Mistrzów. Z klubu odszedł 20 czerwca 2018 roku po rozegraniu 99 meczów ligowych, w których zdobył 1 bramkę.
Od sezonu 2018/2019 reprezentował barwy Śląska Wrocław. Pod koniec 2019 uległ poważnej kontuzji (zerwanie więzadeł krzyżowych). Na boisko powrócił w 2021 na poziomie III ligi - najpierw grając w KS Kutno, a od sezonu 2021/2022 w rodzimym klubie Mamry Giżycko. 18 sierpnia 2022 roku dołączył do grającego w IV lidze klubu Mazovia Mińsk Mazowiecki, którą opuścił w 2024.  
W wyborach samorządowych w 2024, uzyskując 40 głosów, bezskutecznie ubiegał się o mandat radnego Giżycka z list lokalnego komitetu wyborczego. Objął jednak mandat w trakcie kadencji na skutek rezygnacji z mandatu byłego burmistrza miasta Wojciecha Karola Iwaszkiewicza.  
W lipcu 2024 w Giżycku założył Akademię Piłkarską Łukasza Brozia.  

## Kariera reprezentacyjna
Łukasz Broź w reprezentacji Polski w latach 2012–2014 rozegrał 3 mecze. Debiut zaliczył 14 grudnia 2012 roku na Mardan Spor Kompleksi w tureckim Aksu w wygranym 4:1 meczu towarzyskim z reprezentacją Macedonii, w którym Broź asystował przy bramce Szymona Pawłowskiego na 2:0 w 23. minucie meczu, natomiast ostatni mecz rozegrał 18 listopada 2014 roku w zremisowanym 2:2 meczu towarzyskim z reprezentacją Szwajcarii rozegranym na Stadionie Miejskim we Wrocławiu, w którym w 52. minucie zmienił Artura Jędrzejczyka.

## Statystyki

### Klubowe
(aktualne na dzień 21 czerwca 2020)
| Klub               | Sezon              | Liga                                       | Ligi krajowe | Ligi krajowe | Puchary krajowe | Puchary krajowe | Inne  | Inne   | Europa | Europa | Suma  | Suma   |
| Klub               | Sezon              | Liga                                       | Mecze        | Bramki       | Mecze           | Bramki          | Mecze | Bramki | Mecze  | Bramki | Mecze | Bramki |
| ------------------ | ------------------ | ------------------------------------------ | ------------ | ------------ | --------------- | --------------- | ----- | ------ | ------ | ------ | ----- | ------ |
| Mamry Giżycko      | 2004/2005          | Klasa okręgowa (gr. warmińsko-mazurskia I) |              |              |                 |                 |       |        | –      | –      |       |        |
| Mamry Giżycko      | Łącznie            | Łącznie                                    |              |              |                 |                 |       |        | –      | –      |       |        |
| Kmita Zabierzów    | 2005/2006          | III liga                                   |              |              |                 |                 |       |        | –      | –      |       |        |
| Kmita Zabierzów    | Łącznie            | Łącznie                                    |              |              |                 |                 |       |        | –      | –      |       |        |
| Widzew Łódź        | 2006/2007          | Ekstraklasa                                | 17           | 0            | 1               | 0               | 3     | 0      | –      | –      | 21    | 0      |
| Widzew Łódź        | 2007/2008          | Ekstraklasa                                | 21           | 0            | 1               | 0               | 1     | 0      | –      | –      | 23    | 0      |
| Widzew Łódź        | 2008/2009          | I liga                                     | 29           | 0            | 1               | 0               | –     | –      | –      | –      | 30    | 0      |
| Widzew Łódź        | 2009/2010          | I liga                                     | 31           | 1            | 2               | 0               | –     | –      | –      | –      | 33    | 1      |
| Widzew Łódź        | 2010/2011          | Ekstraklasa                                | 29           | 1            | 2               | 0               | –     | –      | –      | –      | 31    | 1      |
| Widzew Łódź        | 2011/2012          | Ekstraklasa                                | 18           | 1            | 0               | 0               | –     | –      | –      | –      | 18    | 1      |
| Widzew Łódź        | 2012/2013          | Ekstraklasa                                | 28           | 8            | 1               | 0               | –     | –      | –      | –      | 29    | 8      |
| Widzew Łódź        | Łącznie            | Łącznie                                    | 173          | 11           | 8               | 0               | 4     | 0      | –      | –      | 185   | 11     |
| Legia Warszawa     | 2013/2014          | Ekstraklasa                                | 24           | 0            | 1               | 0               | –     | –      | 3      | 0      | 28    | 0      |
| Legia Warszawa     | 2014/2015          | Ekstraklasa                                | 22           | 0            | 5               | 1               | –     | –      | 14     | 0      | 41    | 1      |
| Legia Warszawa     | 2015/2016          | Ekstraklasa                                | 20           | 0            | 5               | 1               | 1     | 0      | 6      | 0      | 32    | 1      |
| Legia Warszawa     | 2016/2017          | Ekstraklasa                                | 13           | 0            | 0               | 0               | 1     | 0      | 8      | 0      | 22    | 0      |
| Legia Warszawa     | 2017/2018          | Ekstraklasa                                | 20           | 1            | 4               | 1               | –     | –      | 1      | 0      | 25    | 2      |
| Legia Warszawa     | Łącznie            | Łącznie                                    | 99           | 1            | 15              | 3               | 2     | 0      | 32     | 0      | 148   | 4      |
| Śląsk Wrocław      | 2018/2019          | Ekstraklasa                                | 22           | 0            | 3               | 0               | –     | –      | –      | –      | 25    | 0      |
| Śląsk Wrocław      | 2019/2020          | Ekstraklasa                                | 15           | 3            | 0               | 0               | –     | –      | –      | –      | 15    | 3      |
| Śląsk Wrocław      | Łącznie            | Łącznie                                    | 37           | 3            | 3               | 0               | –     | –      | –      | –      | 40    | 3      |
| Łącznie w karierze | Łącznie w karierze | Łącznie w karierze                         | 306          | 15           | 26              | 3               | 6     | 0      | 32     | 0      | 370   | 18     |

### Reprezentacyjne
| Reprezentacja | Rok     | Mecze | Bramki |
| ------------- | ------- | ----- | ------ |
| Polska        | 2012    | 1     | 0      |
| Polska        | 2013    | 1     | 0      |
| Polska        | 2014    | 1     | 0      |
| Łącznie       | Łącznie | 3     | 0      |

| Mecze i gole w reprezentacji | Mecze i gole w reprezentacji | Mecze i gole w reprezentacji | Mecze i gole w reprezentacji | Mecze i gole w reprezentacji | Mecze i gole w reprezentacji              | Mecze i gole w reprezentacji |
| Lp.                          | Data                         | Miejsce                      | Przeciwnik                   | Wynik                        | Rozgrywki                                 | Uwaga                        |
| ---------------------------- | ---------------------------- | ---------------------------- | ---------------------------- | ---------------------------- | ----------------------------------------- | ---------------------------- |
| 1.                           | 14.12.2012                   | Aksu, Turcja                 | Macedonia Północna           | 4:1                          | Mecz towarzyski                           |                              |
| 2.                           | 02.02.2013                   | Malaga, Hiszpania            | Rumunia                      | 4:1                          | Mecz towarzyski, (nieuznawany przez FIFA) |                              |
| 3.                           | 18.11.2014                   | Wrocław                      | Szwajcaria                   | 2:2                          | Mecz towarzyski                           | od 52'                       |

## Sukcesy
Widzew Łódź
- Awans do ekstraklasy: 2010

Legia Warszawa
- Mistrzostwo Polski: 2014, 2016, 2017, 2018
- Wicemistrzostwo Polski: 2015
- Puchar Polski: 2015, 2016, 2018
- Finał Superpucharu Polski: 2014, 2015, 2016, 2017

## Życie prywatne
Łukasz Broź ma żonę Emilię, z którą ma córki Nadię i Nikolę. Jego młodszy brat Mateusz Broź (ur. 12 lipca 1988) również jest piłkarzem, grającym na pozycji napastnika.